# Petchiomyces
Petchiomyces är ett släkte av svampar. Petchiomyces ingår i familjen Pyronemataceae, ordningen skålsvampar, klassen Pezizomycetes, divisionen sporsäcksvampar och riket svampar.